# وسام دالي
 وسام سامية دالي (ولدت 1 سبتمبر 1995 ببجاية، الجزائر) هي لاعبة كرة طائرة جزائرية.

## معلومات الاندية
النادي الحالي : مشعل بلدية بجاية 
- منتخب الجزائر لكرة الطائرة سيدات
- البطولة الجزائرية لكرة الطائرة سيدات